# Macaranga brachytricha
Macaranga brachytricha är en törelväxtart som beskrevs av Airy Shaw. Macaranga brachytricha ingår i släktet Macaranga och familjen törelväxter. Inga underarter finns listade i Catalogue of Life.